# زن زیبا
زن زیبا (به انگلیسی: Pretty Woman) عنوان یک فیلم رمانتیک/کمدی است با بازی جولیا رابرتس و ریچارد گی‌یر که در سال ۱۹۹۰ ساخته شده‌است.

## خلاصه داستان
ادوارد لوئیس (ریچارد گر) سوار بر یک لوتوس اسپیریت در هالیوود بلوارد توقف می‌کنند تا راه را جویا شود و در این هنگام ویوین وارد (رابرتز)، یک فاحشه با قلبی طلایی گمان می‌کند که ادوارد دنبال یک همراه عشقی می‌گردد و به سوی ماشین او می‌رود.
ادوارد تحت تأثیر شخصیت ویوین او را با خود به یک هتل مجلل می‌برد؛ و بعد از او می‌خواهد تا نقش همراه را برای او بازی کند تا با هم با شرکای تجاری دیدار کنند …
و در پایان ادوارد که مردی به شدت درگیر تجارت بود تحت تأثیر وی قرار می‌گیرد و به هم علاقه‌مند می‌شوند.